# Fresca
Fresca (в переводе с исп. — «свежесть») — газированный безалкогольный напиток со вкусом цитруса, производимый компанией The Coca-Cola Company. Первая партия этого напитка была изготовлена в 1966 году в Соединённых Штатах Америки. В некоторых странах он называется Quatro.

## Распространённость
Ниже предоставлен список стран, в которых ранее продавалось или продаётся (по данным на июнь 2017 года):
- Алжир;
- Аргентина (известен как «Кватро»);
- Белиз;
- Бразилия;
- Болгария;
- Канада;
- Колумбия (известен как «Кватро»);
- Коста-Рика;
- Сальвадор;
- Гондурас;
- Исландия (до 2014 года);
- Индия;
- Япония (с 2015 года);
- Мексика;
- Никарагуа;
- Панама;
- Перу;
- Филиппины;
- Южная Африка (до 2004 года);
- США.